# Ficção transgressiva
Ficção transgressiva é um gênero de literatura que se concentra em personagens que se sentem confinados pelas normas e expectativas da sociedade e que se libertam desses limites de maneiras incomuns ou ilícitas.

## Contexto literário
Por se rebelarem contra as normas básicas da sociedade, os protagonistas da ficção transgressiva podem parecer mentalmente doentes, antissociais, ou niilistas. O gênero lida extensivamente com assuntos tabus tais como drogas, atividade sexual, violência, incesto, pedofilia, e crime. O gênero de "ficção transgressiva" foi definido pelo crítico literário do Los Angeles Times, Michael Silverblatt.
O ensaio de Michel Foucault, "Um Prefácio à Transgressão" (1963) fornece uma importante origem metodológica para o conceito de transgressão na literatura. O ensaio usa História do Olho, de Georges Bataille, como exemplo de ficção transgressiva.
Rene Chun, um jornalista do The New York Times, descreveu a ficção transgressiva:
| “ | Um gênero literário que explora graficamente tais tópicos como incesto e outras práticas sexuais aberrantes, mutilação, surgimento de órgãos sexuais em vários locais do corpo humano, violência urbana e violência contra mulheres, uso de drogas, e relações familiares altamente disfuncionais, e que é baseado na premissa de que o conhecimento se encontra no limite da experiência e que o corpo é o local de aquisição do conhecimento. | ” |

O gênero tem sido objeto de controvérsia, e muitos precursores da ficção transgressiva, incluindo William S. Burroughs e Hubert Selby Jr., foram objeto de julgamentos por obscenidade.
A ficção transgressiva compartilha similaridades com o splatterpunk, o noir, e a ficção erótica em sua disposição de retratar comportamentos proibidos e chocar os leitores. Mas isso difere em que os protagonistas muitas vezes buscam meios para melhorar a si mesmos e seus arredores—embora incomuns e extremos. Grande parte da ficção transgressiva trata da busca pela identidade própria, paz interior, ou liberdade pessoal. Livres das restrições habituais de gosto e convenção literária, os seus proponentes afirmam que a ficção transgressiva é capaz de comentários sociais incisivos.

## História
As ideias básicas da ficção transgressiva não são de forma alguma novas. Muitas obras que hoje são consideradas clássicas tratavam de temas polêmicos e criticavam duramente as normas sociais. Os primeiros exemplos incluem os escritos escandalosos do Marquês de Sade e o Les Chants de Maldoror (1869) do Conde de Lautréamont. As obras do autor francês Émile Zola sobre condições sociais e "mau comportamento" são exemplos, assim como os romances Crime e Castigo (1866) e Notas do Subterrâneo (1864) do russo Fiódor Dostoiévski e o psicologicamente impulsionado Fome (1890) do norueguês Knut Hamsun. A extravagância sexual pode ser vista em dois dos primeiros romances europeus, o Satíricon e O Asno de Ouro, e também (com avisos) em Moll Flanders e em alguns dos excessos da ficção gótica inicial.
Um exemplo mais simples e mais literal de ficção transgressiva é The Awakening, de Kate Chopin, em que uma mulher casada, sentindo-se confinada pelas construções de gênero da sua sociedade e pelas pressões impostas sobre ela pela sua família e amigos para ser diligente nos seus deveres como mãe e esposa, deixa a família e busca relacionamentos extraconjugais. Comentando sobre os papéis de gênero do final do século XIX, The Awakening enfrentou grandes críticas por retratar uma mulher sendo infiel para sua família, apesar do fato de Chopin ter escrito vários contos semelhantes antes da publicação de Awakening. Agora é considerado um marco da literatura feminista inicial.
O desenvolvimento inicial do gênero foi antecipado no trabalho de escritores do início do século XX, como Octave Mirbeau, Georges Bataille, e Arthur Schnitzler, que exploraram o desenvolvimento psicossexual.
Em 6 de dezembro de 1933, o juiz federal dos EUA, John M. Woolsey anulou a proibição federal de Ulysses de James Joyce. O livro foi proibido nos EUA devido ao que o governo alegou ser obscenidade, especificamente partes do "solilóquio" de Molly Bloom no final do livro. Random House Inc. contestou a alegação de obscenidade no tribunal federal e obteve permissão para imprimir o livro nos Estados Unidos. A explicação do juiz Woolsey para a remoção da proibição é frequentemente citada: “É apenas com a pessoa normal que a lei se preocupa."
No final da década de 1950, a editora americana Grove Press, sob a direção do editor Barney Rosset, começou a lançar romances de décadas atrás que não eram publicados na maior parte do mundo de língua inglesa há muitos anos devido a assuntos controversos. Duas dessas obras, Lady Chatterley's Lover (a história de D. H. Lawrence sobre o caso de uma mulher da classe alta com um homem da classe trabalhadora) e Tropic of Cancer (a odisseia sexual de Henry Miller), foram objeto de julgamentos de obscenidade marcantes (Lady Chatterley's Lover também foi julgado no Reino Unido e Áustria). Ambos os livros foram considerados não obscenos e forçaram os tribunais dos EUA a avaliar o mérito da literatura que outrora teria sido instantaneamente considerada pornográfica (ver teste de Miller). Similarmente, o autor Vladimir Nabokov publicou Lolita em 1955, gerando grande polêmica devido à hebefilia que ocorre entre os personagens principais do livro, Humbert Humbert e Lolita. A natureza transgressiva deste assunto fez de Lolita um livro frequentemente encontrado na lista de livros proibidos pelos governos e na lista dos livros mais contestados nos Estados Unidos.
Grove Press também publicou trabalhos explícitos de escritores Beat, o que levou para mais dois julgamentos por obscenidade. O primeiro dizia respeito a Howl, poema de Allen Ginsberg de 1955 que celebrava a contracultura americana e condenava a hipocrisia e o vazio na sociedade dominante. O segundo dizia respeito ao romance alucinatório e satírico de William S. Burroughs, Naked Lunch (1959). Ambas as obras continham descrições consideradas obscenas de partes do corpo e atos  sexuais. Grove também publicou o romance anedótico de Hubert Selby Jr., Last Exit to Brooklyn (1964), conhecido por seus retratos corajosos de criminosos e profissionais do sexo e sua prosa grosseira e inspirada em gírias. Last Exit to Brooklyn foi considerada obscena no Reino Unido. Grove Press venceu todos esses julgamentos, e as vitórias abriram caminho para que a ficção transgressiva fosse publicada legalmente, além de chamar a atenção para essas obras.
Nas décadas de 1970 e 1980, floresceu toda uma ficção transgressiva subterrânea. Suas maiores estrelas incluíam J. G. Ballard, um escritor britânico conhecido por seus romances distópicos estranhos e assustadores; Kathy Acker, uma americana conhecida por sua ficção feminista sexualmente positiva; e Charles Bukowski, um americano conhecido por seus contos de mulherengos, bebida, e jogo. A notória versão cinematográfica de 1971 de A Clockwork Orange, de Anthony Burgess, continha cenas de estupro e "ultraviolência" por uma gangue futurista de jovens com seu próprio jargão, e foi uma grande influência na cultura popular; foi posteriormente retirado no Reino Unido e fortemente censurado nos EUA.
Na década de 1990, a ascensão do rock alternativo e sua subcultura claramente pessimista abriram a porta para que escritores transgressores se tornassem mais influentes e comercialmente bem-sucedidos do que nunca. Isso é exemplificado pela influência do romance de 1990 do canadense Douglas Coupland, Generation X: Tales for an Accelerated Culture, que explorou a visão de mundo economicamente sombria e fixada no apocalipse da idade demográfica de Coupland. O romance popularizou o termo geração X para descrever essa faixa etária. Outros autores influentes desta década incluem Bret Easton Ellis, conhecido por romances sobre yuppies depravados; Irvine Welsh, conhecido por suas representações da juventude da classe trabalhadora viciada em drogas da Escócia; e Chuck Palahniuk, conhecido pelas tentativas bizarras de seus personagens de escapar da branda cultura de consumo. Ambos os volumes de crítica literária de Elizabeth Young desse período tratam extensiva e exclusivamente dessa gama de autores e dos contextos em que suas obras podem ser vistas.
O início do século XXI viu a ascensão de escritores como Rupert Thomson, R. D. Ronald e Kelly Braffet com seus protagonistas empurrando ainda mais os assuntos relacionados com os tabus criminais, sexuais, violentos, narcóticos, automutilação, antissociais e doenças mentais das sombras do guarda-chuva transgressor na vanguarda da ficção convencional. Os romances de Ronald, The Elephant Tree e The Zombie Room, são baseados na cidade fictícia de Garden Heights, fornecendo um caldeirão novo e contemporâneo para mostrar o amálgama da insatisfação e frustração cultural e social do Reino Unido e dos EUA, que anteriormente havia sido retratada de forma muito diferente.
No Reino Unido, o gênero deve uma influência considerável para a "literatura da classe trabalhadora", que muitas vezes retrata personagens tentando escapar da pobreza por meios inventivos, enquanto nos EUA o gênero se concentra mais em personagens da classe média tentando escapar das limitações emocionais e espirituais do seu estilo de vida.

## Obras notáveis
Henry Miller
- Tropic of Cancer (1934)
- Tropic of Capricorn (1939)
- The Rosy Crucifixion (1949–59)

William S. Burroughs
- Junkie (1953)
- Naked Lunch (1959)

Georges Bataille
- Story of the Eye (1928)

Vladimir Nabokov
- Lolita (1955)
- Ada or Ardor (1969)

Hubert Selby Jr.
- Last Exit to Brooklyn (1964)
- Requiem for a Dream (1978)

J. G. Ballard
- The Atrocity Exhibition (1970)
- Crash (1973)

Ryu Murakami
- Almost Transparent Blue (1976)

Katherine Dunn
- Geek Love (1989)

Kathy Acker
- Blood and Guts in High School (1984)

Bret Easton Ellis
- Less than Zero (1985)
- American Psycho (1991)

Dennis Cooper
- Frisk (1991)

Irvine Welsh
- Trainspotting (1993)
- Filth (1998)

Matthew Stokoe
- Cows (1998)

Chuck Palahniuk
- Fight Club (1996)
- Invisible Monsters (1999)
- Haunted (2005)

Alissa Nutting
- Tampa (2013)

Travis Jeppesen
- The Suiciders (2013)

Blake Butler
- 300,000,000 (2014)

Elle Nash
- Animals Eat Each Other (2018)
- Nudes (2021)
- Gag Reflex (2022)

Chris Kelso
- The DREGS Trilogy (2020)

Nikanor Teratologen
- Assisted Living (1993)

Jason Tanamor
- Anonymous (2013)

Virginie Despentes
- Baise-moi (1993)

Charles Bukowski
- Factotum (1975)
- The Most Beautiful Woman in Town & Other Stories (1983)